# Alloscleria tenuispinosa
Alloscleria tenuispinosa är en svampdjursart som beskrevs av Topsent 1927. Alloscleria tenuispinosa ingår i släktet Alloscleria och familjen Heteroxyidae. Inga underarter finns listade i Catalogue of Life.